# Tamyra ignitalis
Tamyra ignitalis är en fjärilsart som beskrevs av Walker 1858. Tamyra ignitalis ingår i släktet Tamyra och familjen mott. Inga underarter finns listade i Catalogue of Life.